# 穷民革命论
穷民革命论是日本新左翼的一个政治思想。
穷民革命论的思想由竹中劳、平冈正明、太田龙等自称世界革命浪人的新左翼活动家提出。该思想认为，一般的劳动者，在高速经济增长期间由于生活质量的大幅提高而开始享乐，丧失革命意向，不能作为革命的主体。除此之外的“穷民”（流氓无产阶级）应该是革命的主体。他们还举出了日本“穷民”例子，包括阿伊努人、日雇劳动者（钟点工）、在日朝鲜人、琉球人和部落民。
此理论随着全学共鬥会议的施行而受到新左翼活动家的强烈影响，对日本民族问题持关心态度的人开始增加，并被不少组织采纳。后来被极左组织东亚反日武装战线采纳，并演化为更为激进的反日亡国论。
持穷国革命论的太田龙，最初与阿伊努独立运动团体阿伊努解放同盟以及琉球独立运动团体琉球独立党（今嘉利吉俱乐部）关系良好，并试图推动阿伊努人和琉球人的民族自决，最终独立，使日本解体。太田龙甚至还制定了“琉球革命15年计划”。